# 10320 Reiland
A 10320 Reiland (ideiglenes jelöléssel 1990 TR1) a Naprendszer kisbolygóövében található aszteroida. Eleanor F. Helin fedezte fel 1990. október 14-én.